# Classe Città di Trapani
La classe Città di Trapani fu una serie di nove motonavi miste costruite tra 1928 e 1929 per la Florio Società Italiana di Navigazione. Passarono in seguito alla Tirrenia Flotte Riunite Florio-Citra e alla Tirrenia di Navigazione, che mantenne in servizio tre delle quattro unità sopravvissute o recuperate dopo la seconda guerra mondiale.

## Contesto
Il 25 giugno 1925 la Società di Navigazione Florio e lo Stato italiano stipularono una convenzione che assegnò alla Florio l'esercizio dei collegamenti sovvenzionati del "Gruppo II", comprendenti le linee del Tirreno inferiore, Napoli, Palermo, Libia e Cirenaica. Per lo scopo fu costituita appositamente una nuova società, la Florio - Società Anonima di Navigazione, con sede a Roma e, approfittando degli incentivi alla cantieristica concessi dallo Stato italiano nel 1923, furono ordinate 13 navi miste merci passeggeri Di queste, quattro unità gemelle (la classe Città di Napoli) furono destinate alle cosiddette "linee maggiori" (Napoli - Palermo - Tunisi e Napoli - Palermo - Tripoli). Le altre nove, di dimensioni più contenute, furono invece destinate alle cosiddette "linee minori", comprendenti i collegamenti con il Nord Africa fino ad Alessandria d'Egitto.

## Caratteristiche
Le motonavi espletavano un servizio misto merci e passeggeri. Lo scafo era in acciaio chiodato, con prora dritta e poppa a incrociatore, ed era diviso da nove paratie stagne. Ciascuna unità aveva sistemazioni per 113 passeggeri, così suddivise: 12 cabine di prima classe, per un totale di 25 posti letto, 8 cabine di seconda classe, per un totale di 32 posti, 4 cabine di terza classe "distinta", con 18 posti letto, e 3 dormitori di terza classe, due per donne da 8 posti ciascuno e uno per uomini da 22 posti. I passeggeri di prima classe avevano a disposizione una sala da pranzo e una sala soggiorno, mentre i passeggeri di seconda classe avevano un unico ambiente adibito a entrambe le funzioni. A prua e poppa erano presenti quattro stive per il carico, con una capacità complessiva di 2 824 metri cubi; ciascuna stiva era servita da due bighi. 
Le navi erano mosse da un'elica quadripala, direttamente connessa a un motore quattro tempi della Franco Tosi di Legnano, che erogava 1 700 cavalli a 125 giri al minuto. In modo innovativo per il periodo, i motori furono dotati del sistema Büchi per la sovralimentazione dell'aria con una turbosoffiante alimentata dai gas di scarico. Il sistema, brevettato nel 1905 e applicato dal 1920, consentiva un sensibile aumento della potenza a parità di dimensioni del motore, ma fu reso disinseribile per timore di inaffidabilità. 
Tutte le unità rimaste indenni o ripristinate dopo la seconda guerra mondiale furono sottoposte nel dopoguerra a dei lavori di ristrutturazione, che non ne alterarono in modo significativo le caratteristiche. La modifica più significativa fu apportata alla Città di Alessandria, sulla quale nel 1965 una zona del ponte di coperta fu adattata per ospitare dieci automobili, che potevano essere caricate mediante scivoli dalla banchina.

## Servizio

### Città di Trapani

La Città di Trapani in servizio come nave ospedale nel 1942.

La Città di Trapani, prima unità della classe, fu costruita nel cantiere navale di Riva Trigoso, dove fu varata il 19 dicembre 1928. Consegnata alla Florio il 7 agosto 1929, nel 1932 passò alla Tirrenia - Flotte Riunite Florio-CITRA e nel gennaio 1937 confluì, con il resto della flotta, nella neonata Tirrenia di Navigazione. Insieme alle altre otto motonavi della classe, la Città di Trapani fu impiegata dalla Tirrenia sulle linee Genova - La Spezia - Livorno - Portoferraio - La Maddalena - Costa orientale o occidentale Sarda - Cagliari - Palermo, Genova - Livorno - Bastia - Porto Torres, Tunisi - Malta - Tripoli, Tunisi - Sfax - Tripoli e Tripoli - Bengasi - Tobruk - Alessandria d'Egitto. Il 16 ottobre 1940 fu requisita dalla Regia Marina; il 26 febbraio 1941, mentre era in navigazione nel Sud Adriatico, riuscì a scampare a un attacco aereo. Dal 19 febbraio 1942 fu impiegata come nave ospedale, con una capacità di 300 posti letto.
In questo ruolo la Città di Trapani completò 13 missioni, trasportando un totale di 3 926 tra feriti, naufraghi e ammalati. Il 1 dicembre 1942, mentre era in navigazione tra Napoli e Biserta, fu silurata e affondata dal sommergibile britannico Unrivalled; delle 120 persone a bordo, ne furono tratte in salvo 104.

### Città di Spezia
La Città di Spezia fu costruita presso i Cantieri e Officine Meridionali di Baia, dove fu varata il 12 marzo 1929 e consegnata alla Florio nel luglio dello stesso anno. Passata alla Tirrenia - Flotte Riunite Florio-CITRA e, nel 1937, alla Tirrenia di Navigazione, fu da quest'ultima impiegata sui collegamenti per la Sardegna, la Sicilia e il Nord Africa. Durante la guerra non fu requisita, ma fu noleggiata all'Adriatica di Navigazione; il 27 agosto 1943, mentre era in viaggio tra Brindisi e Valona, fu silurata e affondata dal sommergibile britannico Unruffled.

### Città di Messina
La Città di Messina fu costruita presso i cantieri di Baia, dove fu varata il 24 luglio 1929 e consegnata alla Florio il 28 ottobre dello stesso anno. Come le altre unità della flotta, passò alla Tirrenia - Flotte Riunite Florio-CITRA e, nel 1937, alla Tirrenia di Navigazione, dalla quale venne impiegata sulle stesse linee delle gemelle. Allo scoppio della seconda guerra mondiale fu noleggiata al Governo della Libia e utilizzata per trasporto di truppe e merci tra i porti di Tripoli, Bengasi e Derna. Il 15 gennaio 1941 fu silurata e affondata dal sommergibile britannico Regent al largo di Homs.  

### Città di Marsala

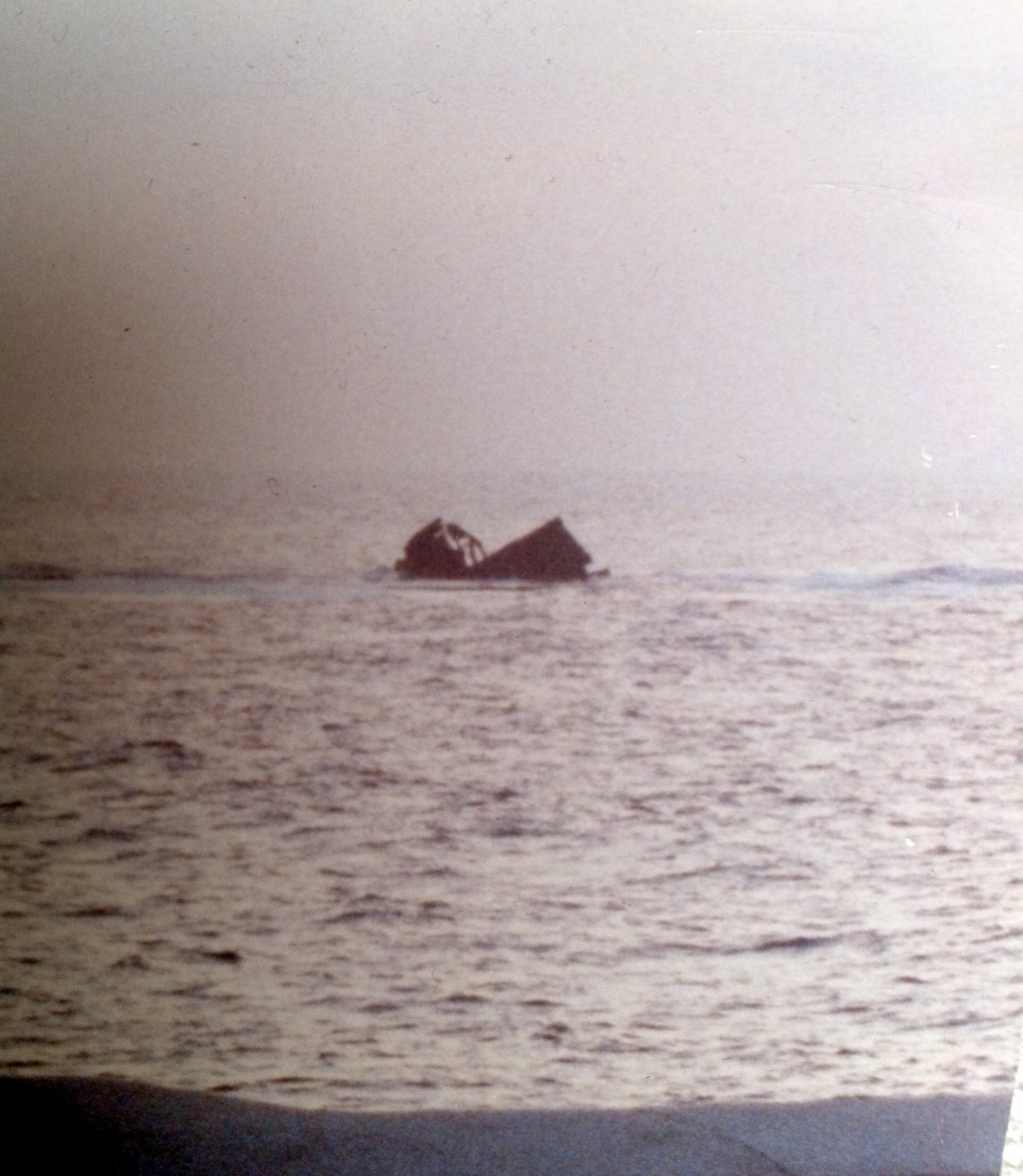
Il relitto della Città di Trapani (già Città di Marsala).

La Città di Marsala fu costruita nel Cantiere navale di Palermo, venendo varata il 20 ottobre 1929 e consegnata alla Florio il 31 dicembre dello stesso anno. Negli anni successivi seguì lo stesso destino delle gemelle; allo scoppio della guerra fu noleggiata al Ministero della Guerra e utilizzata come trasporto truppe. Il 20 dicembre 1941 fu colpita da un siluro nei pressi di Argostoli, subendo danni ingenti e venendo fatta adagiare su un basso fondale. Recuperata e rimorchiata nell'ottobre 1942 a Trieste, fu sottoposta a lavori presso il Cantiere San Rocco di Muggia, che non furono però completati. Catturata dai tedeschi dopo l'armistizio, la Città di Marsala rimase ormeggiata a Trieste, priva dei motori (inviati alla Franco Tosi di Legnano per le riparazioni) fino al 17 febbraio 1945, quando fu colpita durante un bombardamento aereo e affondò parzialmente. 
Al termine della guerra la Città di Marsala fu nuovamente recuperata e inviata al Cantiere San Rocco per essere definitivamente riparata. Dichiarata preda di guerra dalla Jugoslavia nel maggio 1946, nel dicembre dello stesso anno fu riassegnata alla Tirrenia e rimorchiata a Venezia per essere rimessa in servizio. La nave fu riconsegnata alla Tirrenia dal Cantiere Breda il 27 dicembre 1947, prendendo il nome di Città di Trapani e affiancando la gemella Città di Alessandria sul collegamento Civitavecchia - Olbia. Nell'ottobre 1952 fu spostata sul collegamento Napoli - Catania - Siracusa - Malta - Bengasi, mentre nel 1957 fu utilizzata per aprire la nuova linea Genova - Cagliari - Palermo - Trapani - Tunisi. Il 4 dicembre 1957 la Città di Trapani si incagliò al largo del porto di Trapani, dal quale era partita diretta a Palermo. L'incidente costò la vita a quattro marittimi della Tirrenia e a due imbarcati sul rimorchiatore Pirano, naufragato anch'esso durante le operazioni di soccorso. Nei mesi successivi la società Tripcovic di Trieste fu incaricata dalla Tirrenia di tentare il recupero della nave, ma l'impresa si rivelò infattibile e il 21 febbraio 1947 la Città di Trapani fu dichiarata perdita totale.

### Città di Savona
La Città di Savona fu costruita dai Cantieri Franco Tosi di Taranto, dove fu varata il 15 settembre 1929 e consegnata alla Florio nel dicembre dello stesso anno. Nei primi anni di servizio seguì lo stesso destino delle gemelle; il 19 ottobre 1940 fu requisita dalla Regia Marina, venendo poi derequisita e noleggiata al Ministero delle Comunicazioni il 5 gennaio 1942. Il 15 settembre 1943, mentre si trovava in Grecia, fu catturata dai tedeschi, che la ribattezzarono Siegelinde e la misero in servizio in Egeo sotto la gestione della Mittelmeer Reederei. Il 6 febbraio 1944 si incagliò presso Leros, venendo poi recuperata dalla Grecia.
Dopo una lunga trattativa, nel 1949 la nave fu riacquistata dalla Tirrenia, che ne affidò il ripristino ai Bacini e Scali Napoletani. La nave fu riconsegnata alla compagnia statale il 19 febbraio 1950, tornando in servizio il 9 marzo successivo sul collegamento Napoli - Cagliari con il nome di Città di Livorno. Nell'ottobre 1952 la nave riaprì la linea Napoli - Bengasi insieme alla gemella Città di Trapani, mentre nel settembre 1953 la Città di Livorno fu impiegata sulla rotta Genova - Olbia - Porto Torres. In seguito la nave rimase in servizio principalmente sul collegamento per Bengasi, venendo posta in disarmo il 10 novembre 1970 e venduta per la demolizione nello stesso mese.

### Città di Livorno
La Città di Livorno fu costruita presso i cantieri di Baia, dove fu varata il 7 luglio 1929 e consegnata alla Florio nel gennaio dell'anno seguente. Seguito il destino delle gemelle nei primi anni di servizio, durante la seconda guerra mondiale fu noleggiata al governo libico e al Ministero delle Comunicazioni, venendo danneggiata una prima volta nel dicembre 1940 a Bengasi. Rientrata in servizio, il 18 gennaio 1942 fu silurata e affondata dal sottomarino inglese Porpoise mentre era in viaggio dal Pireo a Creta.

### Città di Bastia
La Città di Bastia fu costruita dai Cantieri Navali Franco Tosi di Taranto, dove fu varata il 3 marzo 1930 e consegnata alla Florio nel maggio dello stesso anno. Negli anni successivi seguì lo stesso percorso delle gemelle; il 18 ottobre 1940 fu requisita dalla Regia Marina presso Genova. Fu silurata e affondata dal sottomarino britannico Tetrarch il 27 settembre 1941, mentre era in navigazione dal Pireo a Creta.

### Città di Agrigento
La Città di Agrigento fu costruita dal Cantiere Navale di Palermo, che la vararono il 4 maggio 1930 e la consegnarono alla Florio nel luglio dello stesso anno. Seguiti gli stessi passaggi di proprietà impiegata sulle stesse rotte delle navi gemelle, il 18 ottobre 1940 fu requisita a Genova dalla Regia Marina. Il 26 novembre 1941 passò al Ministero delle Comunicazioni, che la utilizzò nei collegamenti per il Nord Africa. Il 20 luglio 1942 fu attaccata da dei cacciatorpediniere mentre era in rada a Marsa Matruh, riportando gravi danni e adagiandosi sul fondo. Ulteriormente danneggiata pochi giorni più tardi da un bombardamento aereo, a novembre fu minata dagli italiani in ritirata. Nonostante gli ingenti danni, a conflitto terminato fu recuperata dai britannici e ceduta a una compagnia di navigazione greca, che la rimise in servizio tra il Pireo e Alessandria d'Egitto con il nome di Terpsichore e bandiera panamense. Il 19 gennaio 1954 la nave si incagliò a Skiathos; successivamente recuperata e posta in disarmo, fu infine demolita nel 1962.

### Città di Alessandria
La Città di Alessandria fu costruita presso i Cantieri Navali Franco Tosi di Taranto, dai quali fu varata il 29 giugno 1930 e consegnata alla Florio nell'agosto dello stesso anno. Seguite le stesse vicissitudini delle gemelle, il 4 gennaio 1941 fu requisita dalla Regia Marina, passando il 26 novembre 1941 al Ministero delle Comunicazioni. Trovatasi a Taranto l'8 settembre 1943, fu requisita dagli Alleati, che la impiegarono principalmente per il rimpatrio di prigionieri di guerra dal Nord Africa e dall'India. Restituita alla Tirrenia nel 1946, rientrò in servizio a luglio dello stesso anno dopo dei lavori di ristrutturazione eseguiti dai Bacini e Scali Napoletani, venendo destinata al collegamento tra Civitavecchia e Olbia.
Nel 1953 la Città di Alessandria fu utilizzata per riprendere i collegamenti con Francia e Spagna, insieme alle motonavi Celio e Città di Messina. Dal marzo 1955 fu impiegata sulla linea Livorno - Bastia - Porto Torres in sostituzione della motonave Civitavecchia, noleggiata all'Adriatica. Nel 1965 fu sottoposta a dei lavori per consentire il trasporto sul ponte di coperta di dieci automobili, imbarcate tramite degli scivoli posti sulla banchina; al completamento dei lavori, fu destinata alla linea Siracusa - Catania - Malta. Posta in disarmo il 2 aprile 1971, fu venduta poco dopo per la demolizione a un cantiere di Genova.